# Gouvernement Valcárcel V
 Région de Murcie
Valcárcel IV Garre
Le gouvernement Valcárcel V est le gouvernement de la région de Murcie entre le 28 juin 2011 et le 11 avril 2014, durant la VIIIe législature de l'Assemblée régionale de Murcie. Il est présidé par Ramón Luis Valcárcel.

## Historique
Dirigé par le président sortant Ramón Luis Valcárcel, ce gouvernement est constitué du seul Parti populaire de la région de Murcie (PPRM). Il dispose de 73,3 % des sièges de l'Assemblée régionale de Murcie. Le gouvernement prend ses fonctions le 28 juin 2011.
Il est formé à la suite des élections régionales du 22 mai 2011 qui voient la large victoire du Parti populaire, le recul du Parti socialiste de la région de Murcie-PSOE (PSRM-PSOE) et le maintien d'Izquierda Unida (IU) au parlement régional.

## Composition

### Initiale (28 juin 2011)
- Par rapport au gouvernement Valcárcel IV, les nouveaux conseillers sont indiqués en gras, ceux ayant changé d'attributions le sont en italique.

| Fonction                                                                              | Titulaire | Titulaire                      | Parti |
| ------------------------------------------------------------------------------------- | --------- | ------------------------------ | ----- |
| Président                                                                             |           | Ramón Luis Valcárcel Siso      | PP    |
| Conseiller à la Présidence Secrétaire du conseil de gouvernement                      |           | Manuel Campos Sánchez          | Sans  |
| Conseiller à l'Économie et aux Finances                                               |           | Salvador Marín Hernández       | PP    |
| Conseiller à l'Agriculture et à l'Eau                                                 |           | Antonio Cerdá Cerdá            | PP    |
| Conseiller aux Travaux publics et à l'Aménagement du territoire                       |           | Antonio Sevilla Recio          | PP    |
| Conseiller à la Culture et au Tourisme                                                |           | Pedro Alberto Cruz Sánchez     | PP    |
| Conseillère à la Santé et à la Politique sociale                                      |           | María Ángeles Palacios Sánchez | PP    |
| Conseiller à l'Enseignement supérieur, aux Entreprises et à la Recherche Porte-parole |           | José Ballesta Germán           | PP    |
| Conseiller à l'Éducation, à la Formation et à l'Emploi                                |           | Constantino Sotoca Carrascosa  | PP    |

### Remaniement du25 janvier 2012
- Les nouveaux conseillers sont indiqués en gras, ceux ayant changé d'attributions en italique.

| Fonction                                                                              | Titulaire | Titulaire                      | Parti |
| ------------------------------------------------------------------------------------- | --------- | ------------------------------ | ----- |
| Président                                                                             |           | Ramón Luis Valcárcel Siso      | PP    |
| Vice-président aux Affaires économiques Conseiller à l'Économie et aux Finances       |           | Juan Bernal Roldán             | PP    |
| Conseiller à la Présidence Secrétaire du conseil de gouvernement                      |           | Manuel Campos Sánchez          | Sans  |
| Conseiller à l'Agriculture et à l'Eau                                                 |           | Antonio Cerdá Cerdá            | PP    |
| Conseiller aux Travaux publics et à l'Aménagement du territoire                       |           | Antonio Sevilla Recio          | PP    |
| Conseiller à la Culture et au Tourisme                                                |           | Pedro Alberto Cruz Sánchez     | PP    |
| Conseillère à la Santé et à la Politique sociale                                      |           | María Ángeles Palacios Sánchez | PP    |
| Conseiller à l'Enseignement supérieur, aux Entreprises et à la Recherche Porte-parole |           | José Ballesta Germán           | PP    |
| Conseiller à l'Éducation, à la Formation et à l'Emploi                                |           | Constantino Sotoca Carrascosa  | PP    |

### Remaniement du24 juillet 2013
- Les nouveaux conseillers sont indiqués en gras, ceux ayant changé d'attributions en italique.

| Fonction                                                                        | Titulaire | Titulaire                      | Parti |
| ------------------------------------------------------------------------------- | --------- | ------------------------------ | ----- |
| Président                                                                       |           | Ramón Luis Valcárcel Siso      | PP    |
| Vice-président aux Affaires économiques Conseiller à l'Économie et aux Finances |           | Juan Bernal Roldán             | PP    |
| Conseiller à la Présidence Secrétaire du conseil de gouvernement                |           | Manuel Campos Sánchez          | Sans  |
| Conseiller à l'Agriculture et à l'Eau                                           |           | Antonio Cerdá Cerdá            | PP    |
| Conseiller aux Travaux publics et à l'Aménagement du territoire                 |           | Antonio Sevilla Recio          | PP    |
| Conseiller à la Culture et au Tourisme                                          |           | Pedro Alberto Cruz Sánchez     | PP    |
| Conseillère à la Santé et à la Politique sociale                                |           | María Ángeles Palacios Sánchez | PP    |
| Conseiller à l'Industrie, aux Entreprises et à l'Innovation Porte-parole        |           | José Ballesta Germán           | PP    |
| Conseiller à l'Éducation, à l'Enseignement supérieur et à l'Emploi              |           | Pedro Antonio Sánchez López    | PP    |